# Fed Cup 2011 Zona Asia/Oceania Gruppo I - Pool B
Il Pool B della Zona Asia/Oceania Gruppo I nella Fed Cup 2011 è uno dei due pool (gironi) in cui è suddiviso il Gruppo I della zona Asia/Oceania. Quattro squadre si sono scontrate nel formato round robin. (vedi anche Pool A)
|   | Pool B              | Giappone (bandiera) | Kazakistan (bandiera) | Corea del Sud (bandiera) | Taipei cinese (bandiera) |
| 1 | Giappone (3-0)      |                     | 2-1                   | 3-0                      | 3-0                      |
| 2 | Kazakistan (2-1)    | 1-2                 |                       | 2-1                      | 3-0                      |
| 3 | Corea del Sud (1-2) | 0-3                 | 1-2                   |                          | 2-1                      |
| 4 | Taipei cinese (0-3) | 0-3                 | 0-3                   | 1-2                      |                          |

## Giappone vs. Kazakistan
| Giappone 2 | National Tennis Centre, Nonthaburi, Thailandia 2 febbraio 2011 cemento outdoor | National Tennis Centre, Nonthaburi, Thailandia 2 febbraio 2011 cemento outdoor | Kazakistan 1 |      |     |  |
| \| \| \| \| 1 \| 2 \| 3 \| \| \| - \| \| ------------------------------------------------------------- \| --- \| ---- \| --- \| \| \| 1 \| \| Misaki Doi Zarina Dijas \| 7 6 \| 4 6 \| 3 4 \| \| \| 2 \| \| Ayumi Morita Sesil Karatančeva \| 6 4 \| 7 65 \| \| \| \| 3 \| \| Rika Fujiwara / Ayumi Morita Zarina Dijas / Galina Voskoboeva \| 6 4 \| 6 3 \| \| \| |                                                                                |                                                                                |              |      |     |  |
| |                                                                                |                                                                                | 1            | 2    | 3   |  |
| 1 | Giappone (bandiera) · Kazakistan (bandiera)                                    | Misaki Doi Zarina Dijas                                                        | 7 6          | 4 6  | 3 4 |  |
| 2 | Giappone (bandiera) · Kazakistan (bandiera)                                    | Ayumi Morita Sesil Karatančeva                                                 | 6 4          | 7 65 |     |  |
| 3 | Giappone (bandiera) · Kazakistan (bandiera)                                    | Rika Fujiwara / Ayumi Morita Zarina Dijas / Galina Voskoboeva                  | 6 4          | 6 3  |     |  |

## Taipei Cinese vs. Corea del Sud
| Taipei cinese 1 | National Tennis Centre, Nonthaburi, Thailandia 2 febbraio 2011 cemento outdoor | National Tennis Centre, Nonthaburi, Thailandia 2 febbraio 2011 cemento outdoor | Corea del Sud 2 |     |     |        |
| \| \| \| \| 1 \| 2 \| 3 \| \| \| - \| \| ----------------------------------------------- \| --- \| --- \| --- \| ------ \| \| 1 \| \| Chen Yi Na Ri Kim \| 1 6 \| 5 7 \| \| \| \| 2 \| \| Chin-Wei Chan Ye-Ra Lee \| 6 7 \| 3 2 \| \| ritiro \| \| 3 \| \| Chin-Wei Chan / Chen Yi Na Ri Kim / So-Jung Kim \| 1 6 \| 6 3 \| 0 3 \| \| |                                                                                |                                                                                |                 |     |     |        |
| |                                                                                |                                                                                | 1               | 2   | 3   |        |
| 1 | Taipei cinese (bandiera) · Corea del Sud (bandiera)                            | Chen Yi Na Ri Kim                                                              | 1 6             | 5 7 |     |        |
| 2 | Taipei cinese (bandiera) · Corea del Sud (bandiera)                            | Chin-Wei Chan Ye-Ra Lee                                                        | 6 7             | 3 2 |     | ritiro |
| 3 | Taipei cinese (bandiera) · Corea del Sud (bandiera)                            | Chin-Wei Chan / Chen Yi Na Ri Kim / So-Jung Kim                                | 1 6             | 6 3 | 0 3 |        |

## Giappone vs. Corea del Sud
| Giappone 3 | National Tennis Centre, Nonthaburi, Thailandia 3 febbraio 2011 cemento outdoor | National Tennis Centre, Nonthaburi, Thailandia 3 febbraio 2011 cemento outdoor | Corea del Sud 0 |     |   |  |
| \| \| \| \| 1 \| 2 \| 3 \| \| \| - \| \| ---------------------------------------------------------- \| --- \| --- \| - \| \| \| 1 \| \| Junri Namigata Hyun-Hui Hong \| 6 2 \| 6 4 \| \| \| \| 2 \| \| Ayumi Morita Na Ri Kim \| 7 5 \| 6 1 \| \| \| \| 3 \| \| Rika Fujiwara / Junri Namigata Hyun-Hui Hong / So-Jung Kim \| 7 5 \| 6 4 \| \| \| |                                                                                |                                                                                |                 |     |   |  |
| |                                                                                |                                                                                | 1               | 2   | 3 |  |
| 1 | Giappone (bandiera) · Corea del Sud (bandiera)                                 | Junri Namigata Hyun-Hui Hong                                                   | 6 2             | 6 4 |   |  |
| 2 | Giappone (bandiera) · Corea del Sud (bandiera)                                 | Ayumi Morita Na Ri Kim                                                         | 7 5             | 6 1 |   |  |
| 3 | Giappone (bandiera) · Corea del Sud (bandiera)                                 | Rika Fujiwara / Junri Namigata Hyun-Hui Hong / So-Jung Kim                     | 7 5             | 6 4 |   |  |

## Taipei Cinese vs. Kazakistan
| Taipei cinese 0 | National Tennis Centre, Nonthaburi, Thailandia 3 febbraio 2011 cemento outdoor | National Tennis Centre, Nonthaburi, Thailandia 3 febbraio 2011 cemento outdoor | Kazakistan 3 |     |   |  |
| \| \| \| \| 1 \| 2 \| 3 \| \| \| - \| \| ------------------------------------------------------------------- \| ---- \| --- \| - \| \| \| 1 \| \| Ting-Fei Juan Zarina Dijas \| 0 6 \| 2 6 \| \| \| \| 2 \| \| Chin-Wei Chan Sesil Karatančeva \| 68 7 \| 2 6 \| \| \| \| 3 \| \| Ting-Fei Juan / Yui-Linn Miao Sesil Karatančeva / Galina Voskoboeva \| 2 6 \| 1 6 \| \| \| |                                                                                |                                                                                |              |     |   |  |
| |                                                                                |                                                                                | 1            | 2   | 3 |  |
| 1 | Taipei cinese (bandiera) · Kazakistan (bandiera)                               | Ting-Fei Juan Zarina Dijas                                                     | 0 6          | 2 6 |   |  |
| 2 | Taipei cinese (bandiera) · Kazakistan (bandiera)                               | Chin-Wei Chan Sesil Karatančeva                                                | 68 7         | 2 6 |   |  |
| 3 | Taipei cinese (bandiera) · Kazakistan (bandiera)                               | Ting-Fei Juan / Yui-Linn Miao Sesil Karatančeva / Galina Voskoboeva            | 2 6          | 1 6 |   |  |

## Giappone vs. Taipei Cinese
| Giappone 3 | National Tennis Centre, Nonthaburi, Thailandia 4 febbraio 2011 cemento outdoor | National Tennis Centre, Nonthaburi, Thailandia 4 febbraio 2011 cemento outdoor | Taipei cinese 0 |     |     |  |
| \| \| \| \| 1 \| 2 \| 3 \| \| \| - \| \| --------------------------------------------------------- \| --- \| --- \| --- \| \| \| 1 \| \| Rika Fujiwara Yui-Lynn Miao \| 6 0 \| 6 1 \| \| \| \| 2 \| \| Junri Namigata Ting-Fei Juan \| 6 7 \| 6 3 \| 6 1 \| \| \| 3 \| \| Misaki Doi / Junri Namigata Chin-Wei Chan / Yui-Lynn Miao \| 6 1 \| 6 2 \| \| \| |                                                                                |                                                                                |                 |     |     |  |
| |                                                                                |                                                                                | 1               | 2   | 3   |  |
| 1 | Giappone (bandiera) · Taipei cinese (bandiera)                                 | Rika Fujiwara Yui-Lynn Miao                                                    | 6 0             | 6 1 |     |  |
| 2 | Giappone (bandiera) · Taipei cinese (bandiera)                                 | Junri Namigata Ting-Fei Juan                                                   | 6 7             | 6 3 | 6 1 |  |
| 3 | Giappone (bandiera) · Taipei cinese (bandiera)                                 | Misaki Doi / Junri Namigata Chin-Wei Chan / Yui-Lynn Miao                      | 6 1             | 6 2 |     |  |

## Kazakistan vs. Corea del Sud
| Kazakistan 2 | National Tennis Centre, Nonthaburi, Thailandia 4 febbraio 2011 cemento outdoor | National Tennis Centre, Nonthaburi, Thailandia 4 febbraio 2011 cemento outdoor | Corea del Sud 1 |     |   |  |
| \| \| \| \| 1 \| 2 \| 3 \| \| \| - \| \| -------------------------------------------------------- \| --- \| --- \| - \| \| \| 1 \| \| Zarina Dijas Ye-Ra Lee \| 6 2 \| 6 1 \| \| \| \| 2 \| \| Sesil Karatančeva So-Jung Kim \| 4 6 \| 5 7 \| \| \| \| 3 \| \| Zarina Dijas / Galina Voskoboeva Na Ri Kim / So-Jung Kim \| 6 4 \| 6 0 \| \| \| |                                                                                |                                                                                |                 |     |   |  |
| |                                                                                |                                                                                | 1               | 2   | 3 |  |
| 1 | Kazakistan (bandiera) · Corea del Sud (bandiera)                               | Zarina Dijas Ye-Ra Lee                                                         | 6 2             | 6 1 |   |  |
| 2 | Kazakistan (bandiera) · Corea del Sud (bandiera)                               | Sesil Karatančeva So-Jung Kim                                                  | 4 6             | 5 7 |   |  |
| 3 | Kazakistan (bandiera) · Corea del Sud (bandiera)                               | Zarina Dijas / Galina Voskoboeva Na Ri Kim / So-Jung Kim                       | 6 4             | 6 0 |   |  |

## Verdetti
- Giappone ammesso allo spareggio per la promozione al Gruppo Mondiale II contro la vincitrice del Pool A (l'Uzbekistan).
- Taipei Cinese condannata allo spareggio per stabilire la retrocessione al Gruppo II della zona Asia/Oceania contro la quarta del Pool A (l'India).